# Friedrich Dernburg
Friedrich Dernburg, född 3 oktober 1833 i Mainz, död 3 november 1911 i Berlin, var en tysk jurist, politiker och redaktör; bror till Heinrich Dernburg och far till Bernhard Dernburg.
Dernburg var advokat vid hofgericht i Darmstadt, var 1871-81 nationalliberal ledamot av tyska riksdagen och 1875-90 redaktör för "Nationalzeitung" i Berlin, men var därefter anställd i "Berliner Tageblatt".